# Bellpuig
Bellpuig é um município da Espanha na comarca de Urgel, província de Lérida, comunidade autónoma da Catalunha. Tem 35 km² de área e em 2021 tinha 5 151 habitantes (densidade: 147,2 hab./km²).

## Demografia
| Variação demográfica do município entre 1991 e 2004 [carece de fontes?] | Variação demográfica do município entre 1991 e 2004 [carece de fontes?] | Variação demográfica do município entre 1991 e 2004 [carece de fontes?] | Variação demográfica do município entre 1991 e 2004 [carece de fontes?] |
| ----------------------------------------------------------------------- | ----------------------------------------------------------------------- | ----------------------------------------------------------------------- | ----------------------------------------------------------------------- |
| 1991                                                                    | 1996                                                                    | 2001                                                                    | 2004                                                                    |
| 3916                                                                    | 3927                                                                    | 4088                                                                    | 4243                                                                    |